# 勞溫良
勞溫良（1637年4月6日—？年），字特生，號鄹涯，廣東廣州府順德縣小勞村人，清朝政治人物。
習易經，順治十七年庚子科廣東鄉試第38名舉人，康熙九年（1670年）庚戌科會試第92名，殿試三甲進士。康熙十年（1671年）任四川省鄰水縣知縣，《鄰水縣志》述其「湛深經術，治先教化，士民歌頌不置」。